# Elezione del Presidente del Senato del 2006
L'elezione del presidente del Senato del 2006 per la XV legislatura della Repubblica Italiana si è svolta tra il 28 e il 29 aprile 2006.
Il presidente del Senato uscente è Marcello Pera. La presidenza provvisoria, secondo il regolamento del Senato, spetta al senatore più anziano di età e dunque a Rita Levi-Montalcini, la quale però rinuncia a tale incarico per motivi di salute; ricopre pertanto il ruolo di presidente provvisorio il senatore più anziano seguente, il presidente emerito della Repubblica Oscar Luigi Scalfaro.
Presidente del Senato della Repubblica, eletto al III scrutinio, è Franco Marini.

## Informazioni generali
I due principali candidati alla carica di presidente del Senato per la XV Legislatura sono Franco Marini, ex segretario nazionale della CISL e del Partito Popolare Italiano, attuale segretario organizzativo della Margherita, sostenuto dall'Unione, e Giulio Andreotti, ex presidente del Consiglio e senatore a vita, sostenuto da una parte della Casa delle Libertà: la Lega Nord, al I scrutinio, punta sull'ex ministro delle Riforme Roberto Calderoli, ma annuncia altresì che intende votare, dal II scrutinio in poi, per il senatore a vita Giulio Andreotti nel caso ci sia la possibilità, verificata dopo il I scrutinio, di eleggerlo.
Peraltro, dopo la sconfitta di Andreotti la Padania uscì con una foto del senatore a vita in prima pagina sormontata dal titolo mordace "Mio nonno in carriola. Meno male che doveva spaccare il centrosinistra...".
Solitamente il presidente provvisorio dell'Assemblea non votava ma in questa occasione visto i numeri molto risicati della maggioranza, Oscar Luigi Scalfaro decide di votare ugualmente.
L'esistenza di due senatori con cognome identico (Marini) costrinse i senatori a scrivere anche il nome del candidato sostenuto. Questo causò grandi problemi. Comparvero anche schede che riportavano il nome Francesco Marini che non esisteva al Senato; altre schede riportarono il nome di Marini con la data di nascita; un voto andò al senatore Giulio Marini, beffarda crasi tra i due candidati più votati. Nei primi scrutini a Franco Marini mancavano tre voti per essere eletto, solo con l'intervento di Giuseppe Fioroni che escogitò un piano di elezione si riuscì a portare a compimento l'elezione di Franco Marini.
Pare infatti che le modalità di voto siano state suddivise per appartenenza politica tra DS, Margherita, UDEUR: ad un gruppo era stato chiesto di votare "Franco Marini", ad un altro di scrivere "Marini Franco", ad altro "Sen. Franco Marini" (e tutte le espressioni vennero lette precisamente dal presidente Scalfaro), in modo da rendere verificabile il rispetto degli accordi.

## L'elezione

### Preferenze per Franco Marini
Compreso anche il II scrutinio annullato.
| Scrutinio        | Voti | Percentuale |
| ---------------- | ---- | ----------- |
| I                | 157  | 48,8%       |
| II (annullato)   | 159  | 49,4%       |
| II (convalidato) | 161  | 50%         |
| III              | 165  | 51,2%       |

## 28 aprile 2006

### I scrutinio
Per la nomina è richiesta la maggioranza assoluta dei componenti dell'Assemblea.
| Dati votazione | Dati votazione |  | Nome              | Nome | Voti |
| -------------- | -------------- |  | ----------------- | ---- | ---- |
| Presenti       | 322            |  | Franco Marini     | 157  |      |
| Votanti        | 322            |  | Giulio Andreotti  | 140  |      |
| Astenuti       | 0              |  | Roberto Calderoli | 15   |      |
| Maggioranza    | 162            |  | Giulio Marini     | 1    |      |
|                |                |  | Schede bianche    | 5    |      |
| Schede nulle   | 4              |  |                   |      |      |

Poiché nessun candidato raggiunge il quorum richiesto, si procede al II scrutinio.

### II scrutinio (annullato)
Per la nomina è richiesta la maggioranza assoluta dei componenti dell'Assemblea.
I dati riportati sono ufficiosi: per la mancata intesa tra i segretari scrutatori sull'attribuzione dei voti contenuti in tre schede, i risultati non vengono ufficializzati e la votazione è dichiarata nulla con conseguente ripetizione della stessa.
| Dati votazione | Dati votazione |  | Nome              | Nome | Voti |
| -------------- | -------------- |  | ----------------- | ---- | ---- |
| Presenti       | 322            |  | Franco Marini     | 159  |      |
| Votanti        | 322            |  | Giulio Andreotti  | 155  |      |
| Astenuti       | 0              |  | Roberto Calderoli | 1    |      |
| Maggioranza    | 162            |  | Antonio Girfatti  | 1    |      |
|                |                |  | Schede bianche    | 3    |      |
| Schede nulle   | 0              |  |                   |      |      |

### II scrutinio (convalidato)
Per la nomina è richiesta la maggioranza assoluta dei componenti dell'Assemblea.
| Dati votazione | Dati votazione |              | Nome             | Nome | Voti |
| -------------- | -------------- | ------------ | ---------------- | ---- | ---- |
| Presenti       | 322            |              | Franco Marini    | 161  |      |
| Votanti        | 322            |              | Giulio Andreotti | 155  |      |
| Astenuti       | 0              |              | Schede bianche   | 5    |      |
| Maggioranza    | 162            | Schede nulle | 1                |      |      |

In questa occasione, la Commissione di scrutinio ha attribuito al sen. Franco Marini un voto espresso a favore di "Francesco Marini" (nessun senatore ha questo nome), contrariamente a quanto accaduto nello scrutinio precedentemente annullato.
Poiché nessun candidato raggiunge il quorum richiesto, si procede al III scrutinio.

## 29 aprile 2006

### III scrutinio
Per la nomina è richiesta la maggioranza assoluta dei presenti.
| Dati votazione | Dati votazione |              | Nome             | Nome | Voti |
| -------------- | -------------- | ------------ | ---------------- | ---- | ---- |
| Presenti       | 322            |              | Franco Marini    | 165  |      |
| Votanti        | 322            |              | Giulio Andreotti | 156  |      |
| Astenuti       | 0              |              | Schede bianche   | 1    |      |
| Maggioranza    | 162            | Schede nulle | 0                |      |      |

Risulta eletto: Franco Marini (DL)